# 이월화
이월화(李月華, 1904년~1933년 3월 18일)는 일제강점기의 배우이다. 1923년 영화 《월하의 맹서》에서 한국 최초로 영화에 출연한 여자 배우이다.

## 생애
본명은 이정숙(李貞淑)이나, 출생 및 성장과 관련된 진술은 크게 엇갈린다. 한성부 또는 충청남도 예산군 출신이라는 설이 있으며, 기생이었다는 설, 배우로 데뷔하기 전에 이미 결혼과 출산 경험이 있다는 설, 진명여학교 또는 이화학당을 다녔다는 설 등이 있다.
무명 배우로 활동하다가 1922년에 윤백남의 민중극단에 입단하면서 이름을 알리기 시작했다. 토월회의 연극 《부활》과 《알트 하이델베르크》에서 각각 여주인공 카추샤와 케티 역을 맡아 토월회의 대표적 스타로 부상했다. 그 무렵 윤백남이 영화 《월하의 맹서》를 만들면서 주연으로 발탁되었다.
그러나 1925년 이래 상하이를 드나들면서 차츰 활동이 뜸해지고 인기도 유지하지 못했다. 이 무렵 감당하기 어려울 만큼 수많은 염문설에 휩싸이기도 했다. 결국 1928년에 출연한 《지나가의 비밀》이 마지막 작품이 되었다. 체구가 작고 통통한데다 세밀한 표정 연기에 약했던 점이 연극보다 영화에서 고전한 이유로 꼽힌다.
1929년 무렵부터는 여성들로 구성된 오양극단을 창립해 운영했으나, 경영에 실패하면서 어려움을 겪었다. 이후 다시 상하이로 건너가서 댄서로 일하면서 일본계 중국인과 결혼하였고, 모친이 위독하다는 소식을 듣고 귀국하던 길에 일본에서 사망했다. 사인은 심근경색으로 발표되었으나, 사망 후 독약을 먹고 자살했다는 소문도 떠돌았다.

## 평가

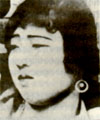
이월화

토월회에서 공연한 《부활》의 카추샤 연기는 오래 기억되는 명연기로 호평을 받았다. 당시 언론에서는 “지금부터 조선에 허다한 배우가 난다 해도 그같이 무대 수완을 발휘 못한 것”이라고 극찬했다.

## 같이 보기
- 월하의 맹서

## 참고 문헌
- 강옥희; 이영미; 이순진; 이승희 (2006년 12월 15일). 《식민지시대 대중예술인 사전》. 서울: 소도. 270-273쪽. ISBN 9788990626264.